# 奇跡之星的植物館
奇跡之星的植物館（全名日语：／）是位在日本兵庫縣淡路市淡路夢舞台内的一座室內植物園。在2000年3月18日開館。
植物園溫室的面積達到6,700m²，「開花的花館（咲くやこの花館）」面積6,900m²，是日本第2大的規模。高挑的天花板讓空間看起來更寬廣。館內由「共生文化區」和「花與綠的生活區（花と緑の暮らしゾーン）」兩個展示區構成。植物館的主題是感動創造，藝術、花與植物的融合的新類型展示空間， 

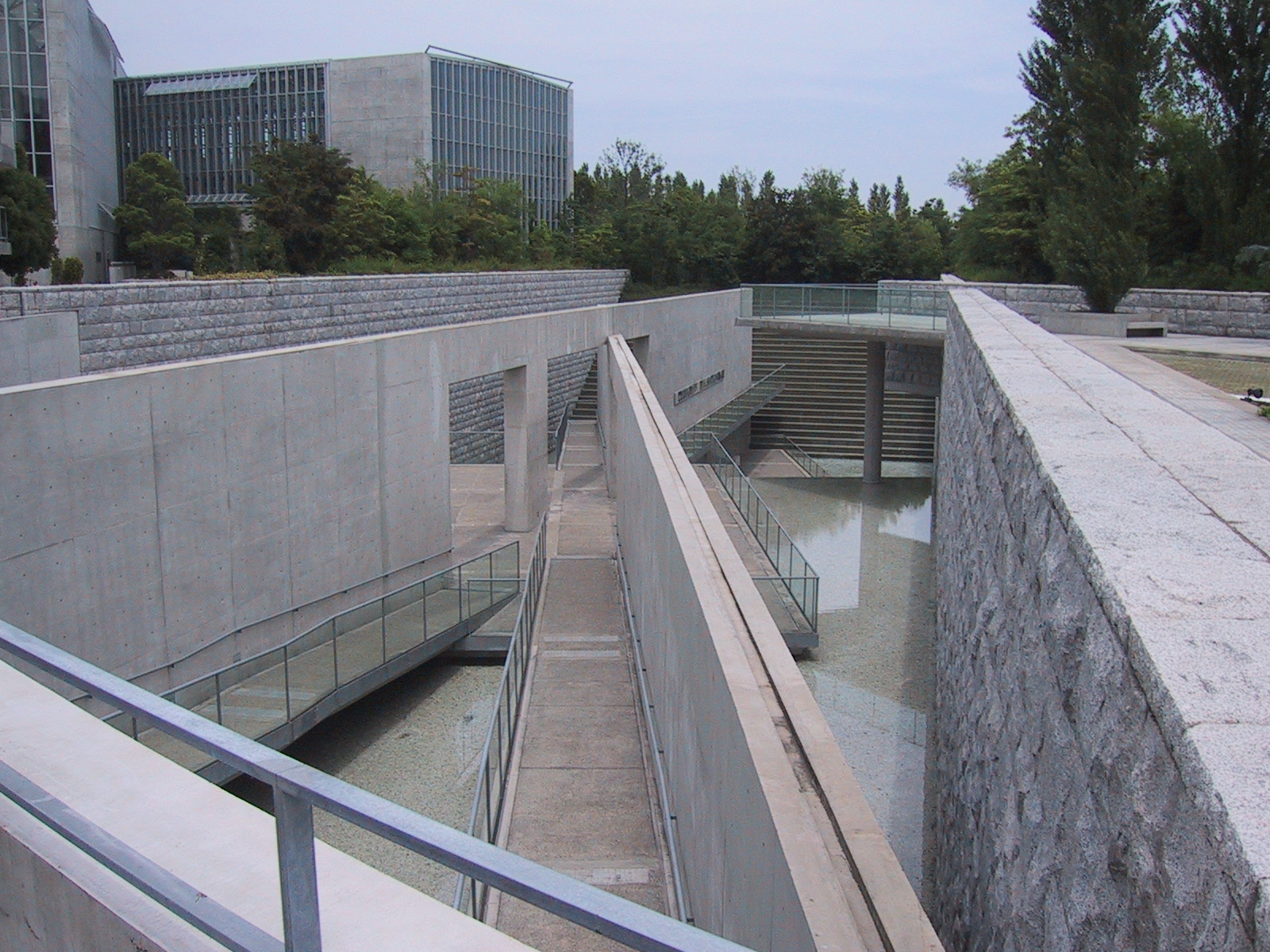
奇跡之星的植物館（左側）

## 施設
- 展示室1 「ブランツ藝廊」― 多汁植物和藝術作品的溫室
- 展示室2 「熱帶花園」― 夏日花園
- 展示室3 「充滿花與緑的生活」― 淡路之庭、涼之庭、但馬之庭 、水路
- 展示室4 「癒療庭」― 藝術協同運作中心、雕刻家向山潔氏的作品展示
- 展示室5 「花展示空間」― 1000m²的活動空間
- 展示室 蕨類植物
- 展示室 羊齒植物
- 特別展示室

## 建築概要
- 設計：安藤忠雄
- 展示基本計畫、造景、植栽規劃：辻本智子
- 竣工：2000年
- 建築主：兵庫縣
- 地址：兵庫縣淡路市東浦町夢舞台4

## 使用情報
- 營業時間：10:00 - 18:00（最後入館時間：17:30）
- 休館日：毎月第2個星期四

## 交通方式
- 在山陽新幹線新神户站搭乘巴士約1小时（經由三之宮站、舞子站），到「淡路夢舞台前」下車。

## 周邊觀光設施
- 淡路島國際公園都市
  - 淡路夢舞台
    - 兵庫県立淡路夢舞台国際会議場
    - 淡路威斯汀飯店
    - 百段苑

  - 明石海峡公園（淡路地區）
  - 兵庫縣立淡路島公園
  - 淡路景観園藝學校
  - 淡路交流港

## 外部連結
- 奇跡之星的植物館（页面存档备份，存于）